# Jászberény
Jászberény (zastarale česky Jasberín) je město v Maďarsku v župě Jász-Nagykun-Szolnok v okrese Jászberény. Protéká jím řeka Zagyva, přítok Tisy. Přesněji se jedná o rameno městská Zagyva (maďarsky Városi Zagyva), většina toku obchází město severním směrem.
K roku 2011 zde žilo 26 965 obyvatel.

## Historie

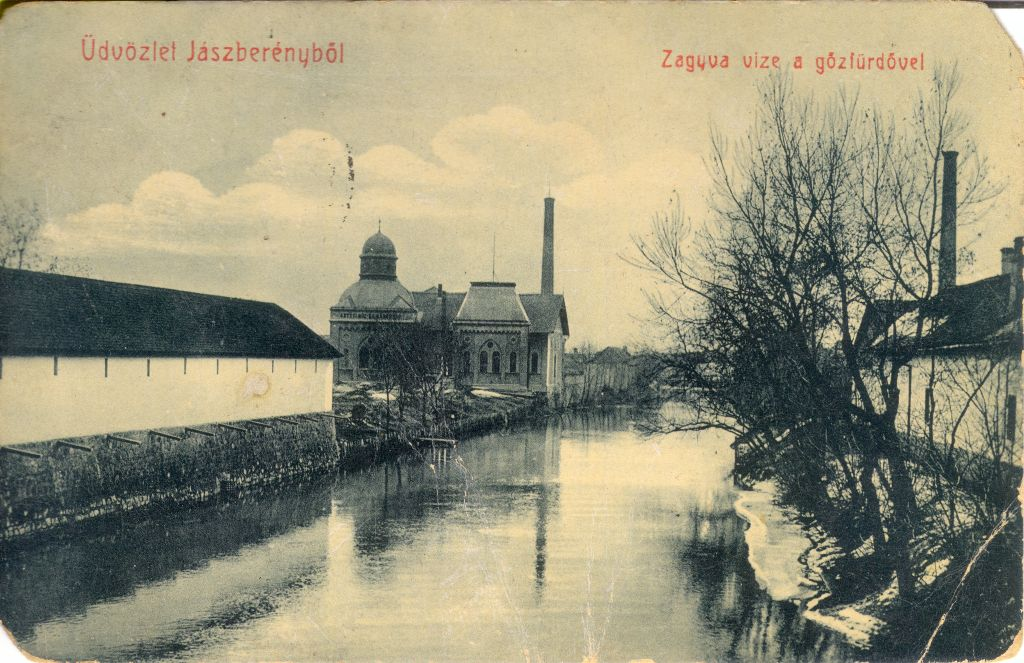
Řeka Zagyva na staré pohlednici.

Území bylo osídlené od doby kamenné. V období 3. století př. n. l. zde byly keltské osady. Byly zde nalezeny ostatky člověka z 1. století. První zmínka o městu pochází z roku 1357. Roku 1472 zde byl postaven kostel a vznik zde také františkánský klášter. Roku 1526 vypálili a v roce  1536 dobyli město Turci a začalo více než sto let okupace orientální mocnosti. Ti zde zřídili opevněné stanoviště, které vzniklo přestavbou původního kláštera. V roce 1594 při dalších bojích mezi Turky a Habsburky Turci město vypálili.
V 19. století administrativními reformami Uherska poklesl význam města a jeho okolního regionu. Ten byl rozdělen mezi dvě uherské župy. Přesto sem byla zavedena železnice (z Hatvanu) a dle map třetího vojenského mapování se zde nacházela honvédská kasárna. 
V roce 1917 zde byla založena učitelská škola, která byla později začleněna pod vysokou školu. Okolo roku 1920 dosáhl počet obyvatel zhruba třiceti tisíc, okolo něhož se pohyboval až do roku 1980 a poté začal pozvolna klesat.
Po druhé světové válce probíhala industrializace do té doby převážně zemědělského sídla. Rozvoj průmyslu se však začal realizovat již v meziválečném období. Vznikla zde například továrna na výrobu ledniček (tehdy společnosti Lehel), později se stala součástí společnosti Electrolux. Po roce 1989 proběhla privatizace průmyslu v Jászberény realtivně hladce a město nebylo zasaženo deindustrializací tak, jako např. severovýchod Maďarska.
Část středu města byla přestavěna; vybudována byla nová třída, která dnes nese název po Lajosovi Kossuthovi. Lemují ji panelové domy.

## Obyvatelstvo
Město je 5. největším co do počtu obyvatel v rámci župy Jász-Nagykun-Szolnok a druhé největší ve svém okresu. Obyvatelstvo zde postupně stárne; v roce 2011 dle sčítání lidu bylo jen 19 % místních mladších 19 let a 26 % starších 65 let. Počet obyvatel Jászberény od roku 1980 postupně, ale pomalu klesá. Místní jsou většinou maďarské národnosti, zhruba 3 % obyvatel se hlásí k národnostem odlišným, většinou k německé, romské nebo rumunské. 

## Památky a kultura

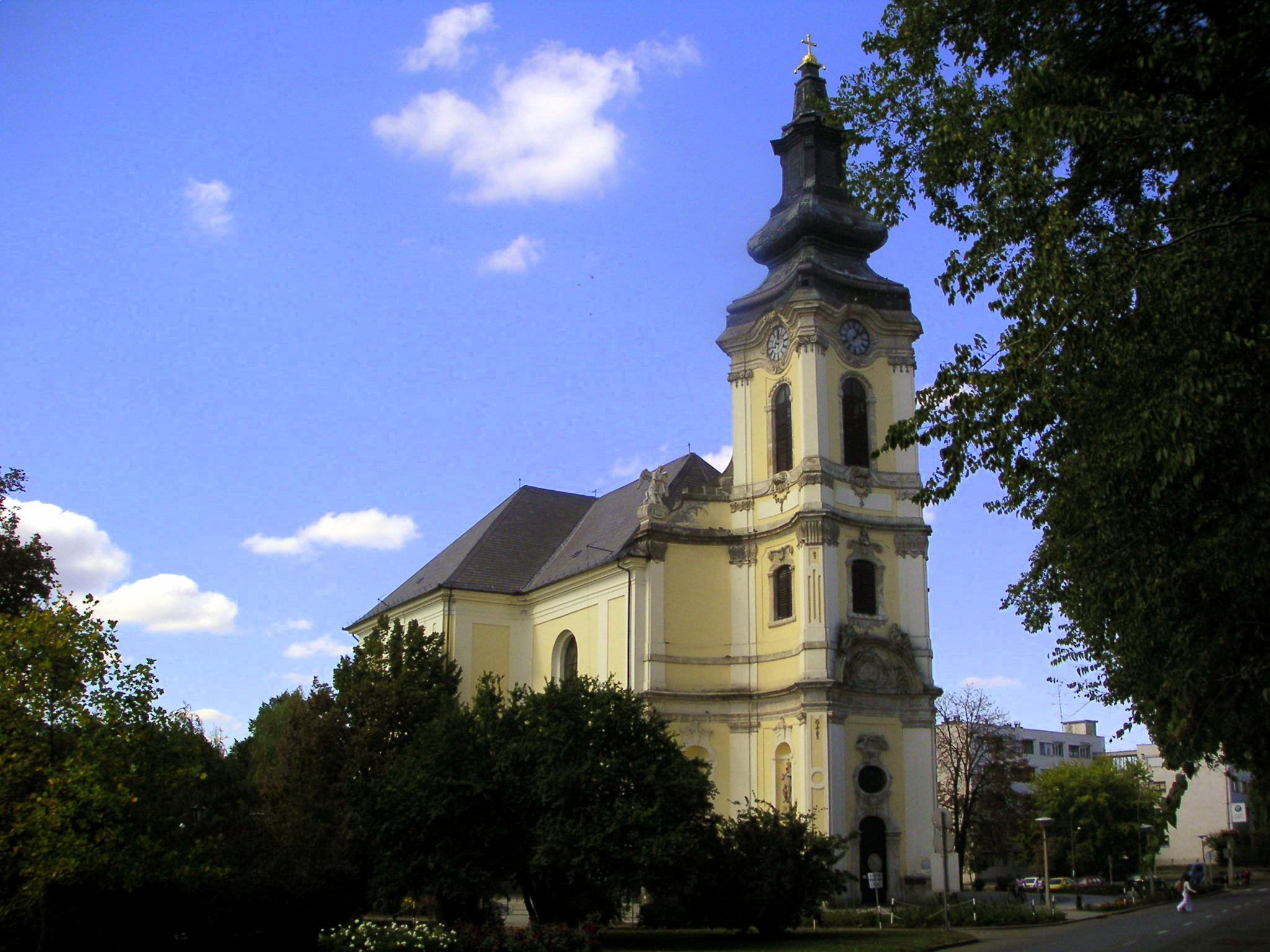
Městský kostel Panny Marie

- Městský kostel Panny Marie -  založen roku 1332, přestavěn v baroku
- Františkánský klášter s chrámem Jména Ježíšova, založen ve 40. letech 15. století; památkově chráněný, po útoku Turků z roku 1536 a po požáru přestavěný
- Budova bývalé radnice,  klasicistní stavba, od roku 1874 je sídlem městského muzea. Obsahuje rozsáhlou sbírku archeologických, uměleckých, historických a etnologických exponátů souvisejících s regionem Jász (Jászság). Stojí zde také i muzeum a galerie Maria Hamzy.
- Na území města měl být údajně pohřben vůdce Hunů Attila.

## Zeleň
Hlavní park ve městě představuje Margaretin ostrov (maďarsky Margit-sziget) v centru města. U břehů řeky Zagyvy se nachází také pozůstatky močálů, které jsou chráněné jako přírodní rezervace.

## Ekonomika
V Jászberény se nachází velká průmyslová zóna na západním okraji města, od zbytku sídla ji odděluje železniční trať. Jednotlivé areály jsou napojené jak na železnici, tak i na silnice první třídy, které městem procházejí. Rozsáhlý areál společnosti Electrolux zabírá nemalou část této zóny.

## Doprava
Přes Jászberény prochází severojižním směrem železniční trať z Hatvanu do Szolnoku (tangenciálně k Budapešti). Ve městě stojí jedno hlavní nádraží. 
Vede tudy také silnice č. 31, která obchází město po silničním obchvatu. V roce 2022 byla dokončena jeho severní část. Silnice č. 32 potom prochází skrz centrum města.

## Zdravotnictví
Ve městě leží nemocnice sv. Alžběty (maďarsky Szent Erzsébet Kórház)

## Partnerská města
- Conselve, Itálie
- Sedalia, Missouri, USA
- Sucha Beskidzka, Polsko
- Vechta, Německo
- Raseiniai, Litva
- Lunca de Sus, Rumunsko
- Ťačiv, Ukrajina